# 弗洛林·克楚
弗洛林·瓦西里·克楚（羅馬尼亞語：Florin Vasile Cîțu，羅馬尼亞語發音：[floˈrin vaˈsile ˈkɨt͡su]；1972年4月1日—）是羅馬尼亞政治家，屬国家自由党，於2019年11月4日－2020年12月23日擔任該國公共財政部長。2020年羅馬尼亞議會選舉後，克楚獲中右翼聯盟的國家自由黨、USR-PLUS聯盟和匈牙利族民主聯盟支持出任總理。2020年12月23日，羅馬尼亞議會兩院以260票支持、186票反對通過對克楚新政府的信任投票。2021年10月5日，議會通過不信任案。